# Байгожин, Сундет Абдрахманович
Сундет Абдрахманович Байгожин (род. 13 марта 1984, Аркалык, Костанайская область) — знаменитый казахский оперный певец (баритон). Заслуженный деятель Республики Казахстан (2011).

## Биография
- Сундет Байгожин Родился 13 марта 1984 г.род Торгай, Костанайская область
- Окончил Казахскую национальную академию музыки по специальности «Сольное пение» (2004—2008 гг).
- Стажировался оперному вокалу в городе Йези в Италии, окончил подготовительные курсы оперного пения в Accademia D’Arte Lirica в городе Озимо в Италии.
- В 2015 rоду он окончил курсы пения в Академии имени Россини по приглашению Фонда Россини на «Оперный фестиваль Россини» в Пезаро в Италии.
- С 2007 года — солист НТОБ им. К. Байсеитовой.
- С 2013 года — ведущий солист оперы ГТОБ «Астана Опера».
- С 2017 года — приглашенный солист Римской оперы.
- С 27 января 2020 года ГТОБ «Астана Опера» расторг договор по соглашению сторон.https://tengrinews.kz/picture_art/astana-opera-rasstaetsya-s-veduschim-solistom-389800/

## Творчество
- Начинал карьеру в труппе Национального театра оперы и балета имени К. Байсеитовой. На сегодняшний день Сундет является ведущим солистом театра «Астана Опера». В его репертуаре партии бельканто шедевров В. А. Моцарта, Дж. Россини, Дж. Пуччини, Г. Доницетти, Ж. Оффенбаха, П. И. Чайковского и С. Рахманинова.
- Сундет Байгожин выступал на таких прославленных мировых сценах, как «Карнеги-холл» в Нью-Йорке (США), «Берлинская Филармония» (Германия), «Шанзелизе» в Париже (Франция), «Венский Концертхаус» (Австрия). Так же выступал в Турции, Иорданском Хашимитском Королевстве, Белоруссии, Японии, Италии, Туркменистане, России, Республике Башкортостан и Южной Корее.

## Репертуар
- Абай («Абай» А. Жубанова и Л. Хамиди)
- Бекежан («Кыз Жибек» Е. Брусиловского)
- Марсель («Богема» Дж. Пуччини)
- Эскамильо («Кармен» Ж. Бизе)
- Жорж Жермон («Травиата» Дж. Верди)
- Шарплес («Мадам Баттерфляй» Дж. Пуччини)
- Онегин («Евгений Онегин» П. Чайковского)
- Леско («Манон Леско» Дж. Пуччини)
- Алеко («Алеко» С. Рахманинова)
- Фигаро («Севильский цирюльник» Дж. Россини)

## Достижения
Награды вокальных конкурсов:
- Лауреат второй премии Международного фестиваля «Шабыт» (Астана, Казахстан), 2006.
- Лауреат первой премии Международного конкурса имени Н. Тлендиева (Астана, Казахстан), 2007.
- Гран-при V Международного конкурса оперных певцов имени Б. Тулегеновой (Астана, Казахстан), 2011.
- Победитель Международного конкурса «Тоти Даль Монте» (Тревизо, Италия), 2008.
- Победитель Х Международного конкурса оперных певцов фонда Arena di Verona. (роль Марсель в опере «Богема»), (Верона, Италия 2013).
- Финалист телепроекта «Большая опера-2016» (Россия).

## Государственные награды
- 2011 — Почётное звание «Заслуженный деятель Республики Казахстан»
- 2016 — Лауреат Премии Фонд Первого Президента Республики Казахстан — Елбасы
- 2016 — Почётный знак «За заслуги в развитии культуры и искусства» (19 мая 2016 года, Межпарламентская ассамблея СНГ) — за значительный вклад в формирование и развитие общего культурного пространства государств — участников Содружества Независимых Государств, в реализацию идей сотрудничества в сфере культуры и искусства[1]
- 2017 — Орден Курмет[2]
- 2018 — Лауреат национальной театральной премии «Сахнагер-2018» в номинации «Лучший оперный солист»[3]
- 2018 — Лауреат Премия «Алтын Шипагер»
- Лауреат Государственной премии Республики Казахстана в области литературы и искусства за оперу «Абай» (Л. Хамиди, А. Жубанов) (2018)[4]